# Diclofenac
El diclofenac és un medicament inhibidor relativament no selectiu de la ciclooxigenasa i membre de la família dels antiinflamatoris no esteroidals (AINE) indicat per reduir inflamacions i com analgèsic, car redueix dolors causats per ferides menors i dolors tan intensos com els de l'artritis. També es pot usar per reduir els còlics menstruals.
Eficaç en les formes inflamatòries i degeneratives de les malalties reumàtiques, en les crisis de gota i en general en dolors i inflamacions d'etiologia a l'aparell locomotor. Està contraindicat en cas d'al·lèrgia als AINE o als inhibidors de la síntesi de prostaglandines i en la malaltia ulcerosa.
En tractaments llargs pot tenir efectes tòxics per a la funció renal i hepàtica, i pot provocar problemes vasculars greus a pacients que prèviament hagin patit infarts de miocardi.
A Espanya es comercialitza com a EFG, Dolo-Voltaren, Voltaren; gels diversos: inclosos per queratosi actínica (Solacutan, Solaraze); també en col·liris (Diclofenaco i Voltaren).